# Mary Ellen Rudin
Mary Ellen Rudin (geborene Mary Ellen Estill; * 7. Dezember 1924 in Hillsboro, Texas; † 18. März 2013 in Madison, Wisconsin) war eine US-amerikanische Mathematikerin, die sich mit Topologie beschäftigte.

## Leben
Rudin studierte an der University of Texas in Austin bei Robert Lee Moore, machte dort 1944 ihren Bachelor-Abschluss und promovierte 1949 (Concerning abstract spaces) über Variationen zu Moores Axiomensystem der Topologie von Punktmengen. Danach war sie auf Vermittlung von Moore Instructor an der Duke University in Durham (North Carolina). 1953 bis 1958 war sie Associate Professor an der University of Rochester, wo auch ihr Mann Walter Rudin war, den sie an der Duke University kennengelernt und 1953 geheiratet hatte (mit ihm hatte sie zwei Töchter und zwei Söhne). Ab 1971 war sie volle Professorin an der University of Wisconsin, wo sie zuvor in Teilzeit Lecturer war, seit ihr Mann dort 1959 Professor wurde (man hatte dort ein schlechtes Gewissen, da sie eigentlich die ganzen Jahre über schon die Pflichten einer Professur wahrnahm und eine ausgewiesene Wissenschaftlerin war). Während dieser Analytiker war, befasste sich Ellen Rudin mit Topologie.

## Wirken
Rudin ist bekannt für die Konstruktion von Gegenbeispielen in der Topologie, z. B. ihrer Konstruktion eines Dowker-Raumes (Fundamenta Mathematica 1971, Clifford Hugh Dowker hatte 1951 vermutet, dass es keine solchen Räume gebe). Sie bewies mit Anderen 1986 die erste Vermutung von Kiiti Morita über normale Räume und einen Spezialfall der zweiten Morita-Vermutung. 2001 bewies sie eine Vermutung von Nikiel.
Sie hatte die Erdős-Zahl 1, da sie 1975 mit Paul Erdős publizierte.

## Auszeichnungen
Von 1980 bis 1981 war sie Vizepräsidentin der American Mathematical Society. Im Jahr 1984 war sie Noether Lecturer. Sie ist Ehrenmitglied der ungarischen Akademie der Wissenschaften (1995), Fellow der American Mathematical Society und seit 1991 Mitglied der American Academy of Arts and Sciences. 1974 war sie Invited Speaker auf dem Internationalen Mathematikerkongress in Vancouver (The normality of products).